# Henry Howard (18e comte de Suffolk)
Pour les articles homonymes, voir Henry Howard et Howard.
Henry Charles Howard, 18e comte de Suffolk, 11e comte de Berkshire (10 septembre 1833 - 31 mars 1898), appelé vicomte Andover entre 1851 et 1876, est un pair britannique et un homme politique du Parti libéral.

## Biographie
Il est le fils aîné de Charles Howard (17e comte de Suffolk), et d'Isabella Catherine, fille d'Lord Henry Thomas Howard-Molyneux-Howard .
Aux élections générales de 1859, il est élu sans opposition comme député de l'arrondissement de Malmesbury dans le Wiltshire. Il est réélu en 1865 dans un scrutin, mais est battu aux élections générales de 1868. En 1876, il succède à son père comme comte de Suffolk et entre à la Chambre des lords. Il est également membre du conseil du comté du Wiltshire à partir de 1889.

## Famille
Il épouse Mary Eleanor Lauderdale, fille d'Henry Amelius Coventry, en 1868. Ils ont sept enfants:
- Mary Muriel Sophie Howard (1er mars 1870 - 19 février 1938), épouse son cousin germain Henry Robert Beauclerk Coventry.
- Une fille anonyme, née à l'automne 1871 à St George Hanover Square, décédée peu après sa naissance.
- Eleanor Mabel Howard (11 février 1873-9 mars 1945), épouse le major. Hon. Lionel Byng, fils de George Byng (2e comte de Strafford), en 1902 puis se remarie à Henry Atkinson en 1922
- Agnes Isabel Howard (30 juin 1874 - 1970), épouse le major. Arthur Poynter en 1917
- Henry Howard (19e comte de Suffolk) (1877-1917)
- Katherine Millicent Howard (10 septembre 1883 - 1er avril 1961)
- James Knyvett Estcourt Howard (1er mai 1886 - 5 décembre 1964), épouse Nancy Lubbock (fille d'Edgar Lubbock et d'Amy Myddelton Peacock).

Il meurt en mars 1898, âgé de 64 ans, et est remplacé dans ses titres par son fils aîné, Henry. La comtesse de Suffolk est décédée en octobre 1928, âgée de 81 ans.